# Neoneura joana
Neoneura joana är en trollsländeart som beskrevs av Williamson 1917. Neoneura joana ingår i släktet Neoneura och familjen Protoneuridae. Inga underarter finns listade i Catalogue of Life.